# Alan Howarth, Baron Howarth of Newport

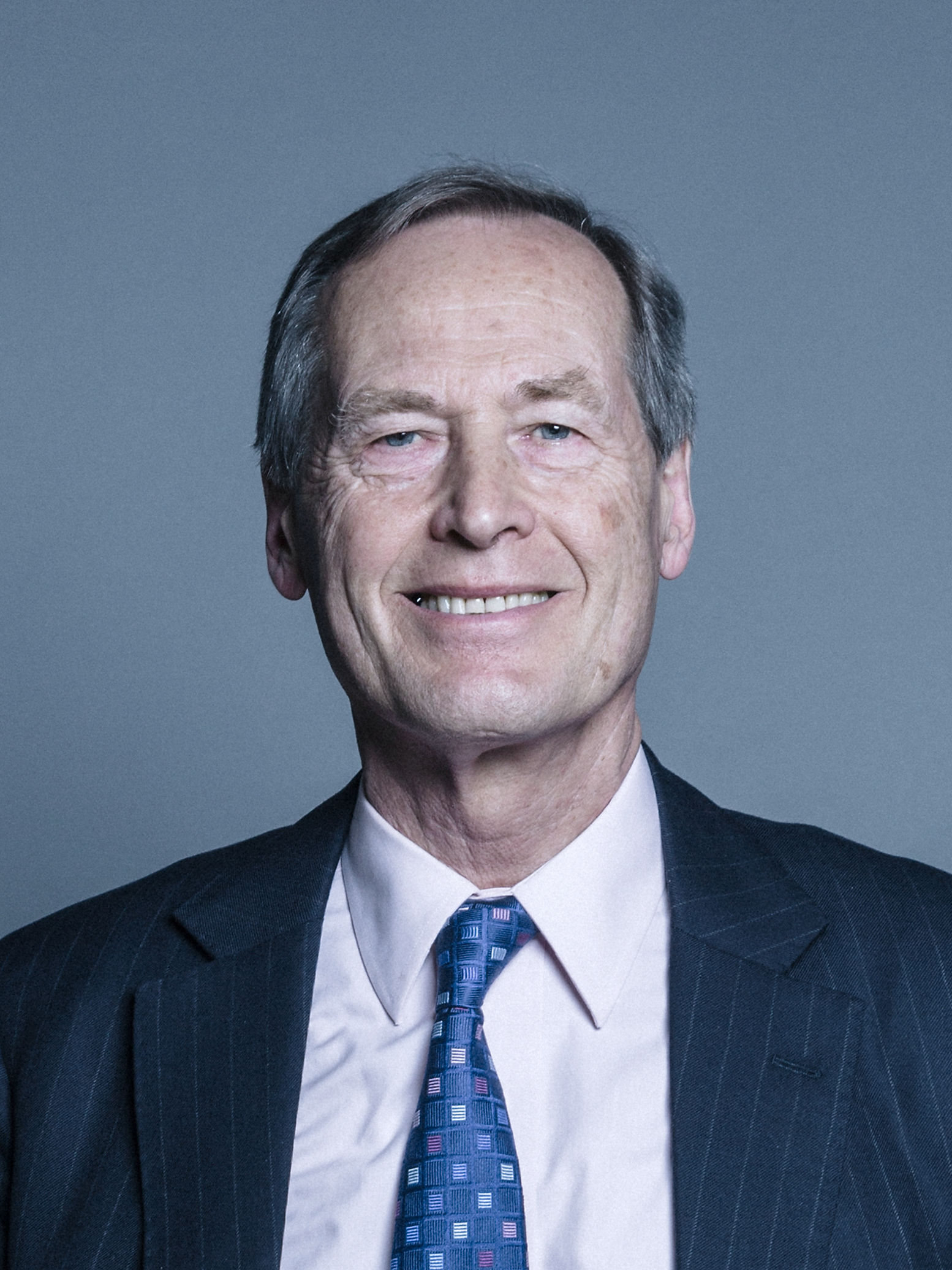
Alan Howarth, Baron Howarth of Newport

Alan Thomas Howarth, Baron Howarth of Newport, CBE, PC, (* 11. Juni 1944) ist ein britischer Politiker der Labour Party und Life Peer.

## Jugend und Ausbildung
Er ist Sohn von Major Thomas Howarth MC, dem Rektor der King Edward’s School in Birmingham, stellvertretenden Rektor des Winchester College und Rektor der  St Paul’s School (London). Seine Mutter Margaret Teakle war während des Weltkriegs WREN. Er graduierte 1965 mit einem  BA in Geschichte am King’s College (Cambridge).

## Politische Karriere
Howarth war ab 1983 Abgeordneter der Conservative Party im House of Commons für den Wahlkreis Stratford-on-Avon. Er war von 1989 bis 1992 parlamentarischer Unterstaatssekretär im Erziehungsministerium (Department for Education and Skills).

### Parteiübertritt
1995 trat er von der Conservative Party zur Labour Party über. Er war der erste Abgeordnete, der direkt von den Konservativen zu Labour übertrat, und der erste ehemalige Konservative, der für Labour im Unterhaus saß seit Sir Oswald Mosley. Er beanspruchte einen Sitz als Labourkandidat und nachdem er vergeblich für die Wahlkreise Wentworth und Wythenshawe and Sale East kandidiert hatte, bekam er den sicheren Laboursitz des Wahlkreises Newport East in Wales. Sein Gegenkandidat war der Führer der Bergarbeitergewerkschaft Arthur Scargill, der für die Socialist Labour Party antrat.
Nach dem Wahlsieg von 1997 wurde er Unterstaatssekretär im Ministerium für Erziehung und Arbeit und wurde im folgenden Jahr Minister im Ministerium für Kultur, Medien und Sport. Er ist des Weiteren Mitglied des Kronrats. Nach der Parlamentswahl 2001 verlor er seine Posten. Zur Parlamentswahl 2005 trat er nicht mehr an. Jessica Morden wurde seine Nachfolgerin.
Am 13. Mai 2005 wurde seine Ernennung zum Life Peer bekanntgegeben und am 16. Juni 2005 wurde er entsprechend als Baron Howarth of Newport, of Newport in the County of Gwent, geadelt. Er ist dadurch seither Mitglied des House of Lords.

## Kontroverse
Er wurde kritisiert, als bekannt wurde, dass er und seine Lebensgefährtin Baroness Hollis in unmittelbarer Nachbarschaft leben, aber beide Spesen gegenüber dem House of Lords abgerechnet haben. Er und Baroness Hollis sind eines der wenigen Paare, die beide eine Life Peerage aus eigenem Recht besitzen.

## Persönliches
1965 heiratete er Gillian Chance. Sie haben zwei Söhne und zwei Töchter und wurden 1996 geschieden.